# Nakagusuku
Nakagusuku (japanska: 中城村?, Nakagusuku-son), okinawianska:Nakagushiku, är en landskommun (by) i Okinawa prefektur, Japan. 
Kommunen ligger på huvudön Okinawa, cirka 15 kilometer nordöst om Okinawas huvudort Naha. I kommunen finns slottsruinen Nakagusuku-jo, en del av världsarvet Gusukuplatser och områden i kungadömet Ryukyu. 
´